# Latte art
 (mars 2025).
Si vous disposez d'ouvrages ou d'articles de référence ou si vous connaissez des sites web de qualité traitant du thème abordé ici, merci de compléter l'article en donnant les références utiles à sa vérifiabilité et en les liant à la section « Notes et références ».

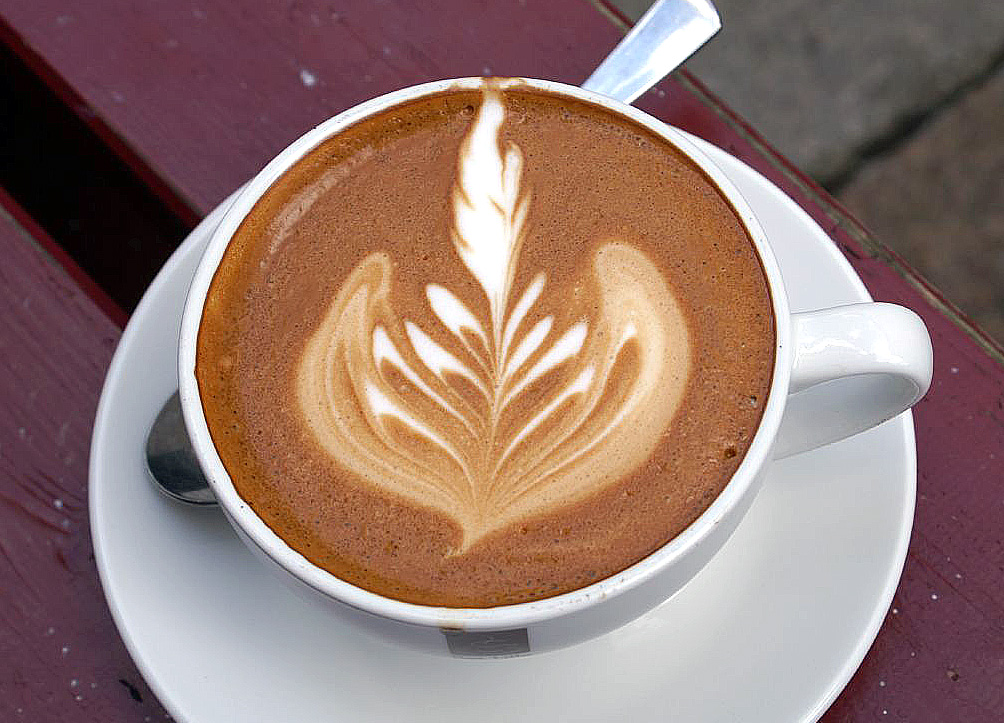
La traditionnelle rosetta.

Le latte art est une technique de réalisation de dessins ou de motifs sur la surface d'un café latte. Les motifs les plus courants sont le cœur, la rosetta, la tulipe, le dragon, et le cygne.
Le but est de mettre en valeur le cappucino composé d'un tiers de lait, d'un tiers d'expresso et d'un tiers de mousse de lait. La réussite du latte art requiert un barista expérimenté et une machine à expresso de qualité.
Il existe un championnat du monde de latte art.

## Historique
Il est difficile d’attribuer l’invention du Latte Art à une seule personne, car son histoire est le fruit d’un partage entre Luigi Lupi et David Schomer (en).
Luigi Lupi, originaire d’Italie, a développé sa technique grâce à son maître barista, Piero Merlo, qui lui a enseigné les bases de la préparation du cappuccino. Inspiré par cet apprentissage, il a commencé à réaliser des cappuccinos décorés, qu'il a d'abord appelés Decorated Cappuccinos,.
De son côté, l'Américain David Schomer a perfectionné son propre style et a popularisé le terme Latte Art, qui est finalement resté comme appellation officielle de cette technique artistique.
À la fin des années 1990, Lupi et Schomer se sont rencontrés après avoir chacun partagé des vidéos sur le Latte Art. Plutôt que de débattre sur l’identité du véritable créateur, ils ont échangé leurs connaissances et techniques, contribuant ainsi ensemble à l’évolution et à la reconnaissance du Latte Art dans le monde entier.

## Technique
Le barista fait couler un expresso dans une tasse. Le café doit avoir une belle mousse à la surface du café (la crema), elle peut être tigrée de différents bruns si le café utilisé est de qualité, fraichement moulu et que les conditions d'extraction de l'expresso ont été respectées.
Puis le barista met du lait (de préférence entier) dans un pichet à lait. Il va ensuite le faire mousser avec la buse à vapeur de la machine, introduite juste sous la surface du lait. Cette technique requiert une bonne dextérité pour obtenir une mousse de lait onctueuse et lisse afin qu'elle se prête au latte art. Il ajoute après la mousse doucement dans le café avec différents gestes en fonction du dessin recherché.

## Figures

### Le cœur

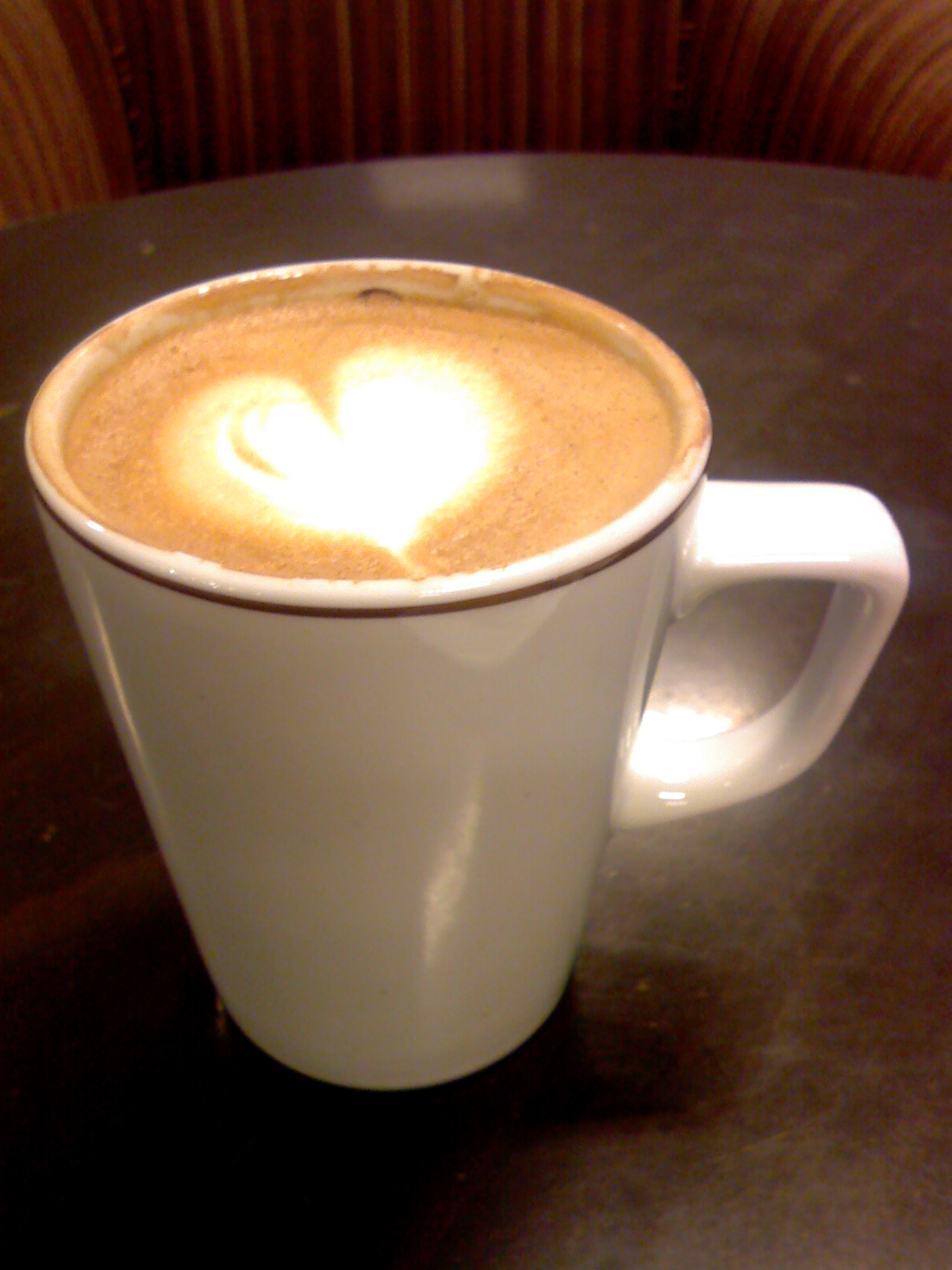
Latte art cœur

C’est la figure classique et emblématique en latte art. C’est généralement la première figure qu’apprennent les baristas en formation. Il s’agit aussi de la première figure créer par David Schomer.
Pour réaliser ce motif, la tasse est inclinée à un angle de 45 degrés tandis que le lait est versé au centre. La cruche est maintenue en hauteur afin que le lait atteigne le fond de la tasse.
Lorsque celle-ci est remplie aux trois quarts, un léger mouvement de va-et-vient est effectué avec la cruche tout en la rapprochant progressivement de la tasse. Une fois la forme désirée apparue, le mouvement est stoppé.
À mesure que la tasse se remplit, une ligne est tracée au centre en relevant légèrement la cruche, donnant ainsi naissance à un cœur élégant et harmonieux.

### La tulipe

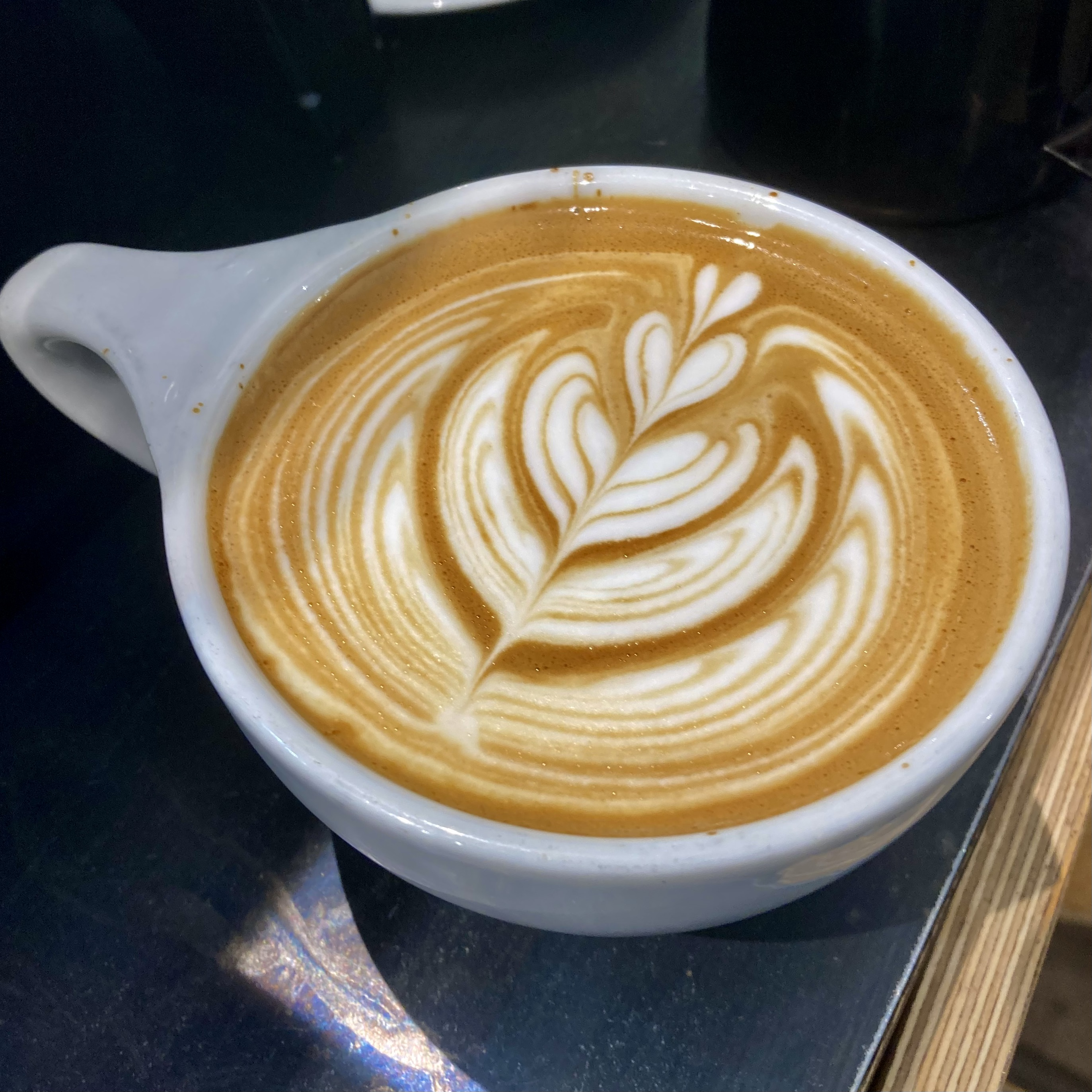
Latte art tulipe

La tulipe, emblème de l’amour et du renouveau printanier, est une variation du cœur. Pour la créer, il suffit d’assembler plusieurs cœurs afin de dessiner une tulipe.
Pour la réaliser, il faut incliner la tasse et maintenir la cruche en hauteur afin que le lait forme une base au fond de la tasse. Ensuite, abaisser légèrement la cruche pour effectuer un léger mouvement afin de dessiner un petit cœur à la base du motif. Relever la cruche brièvement pour couper le flux de lait, puis répéter l’opération en abaissant de nouveau la cruche pour superposer les couches, jusqu'à remplir la tasse.
Une fois terminé, on peut tracer une ligne au centre pour affiner le design.

### La rosetta

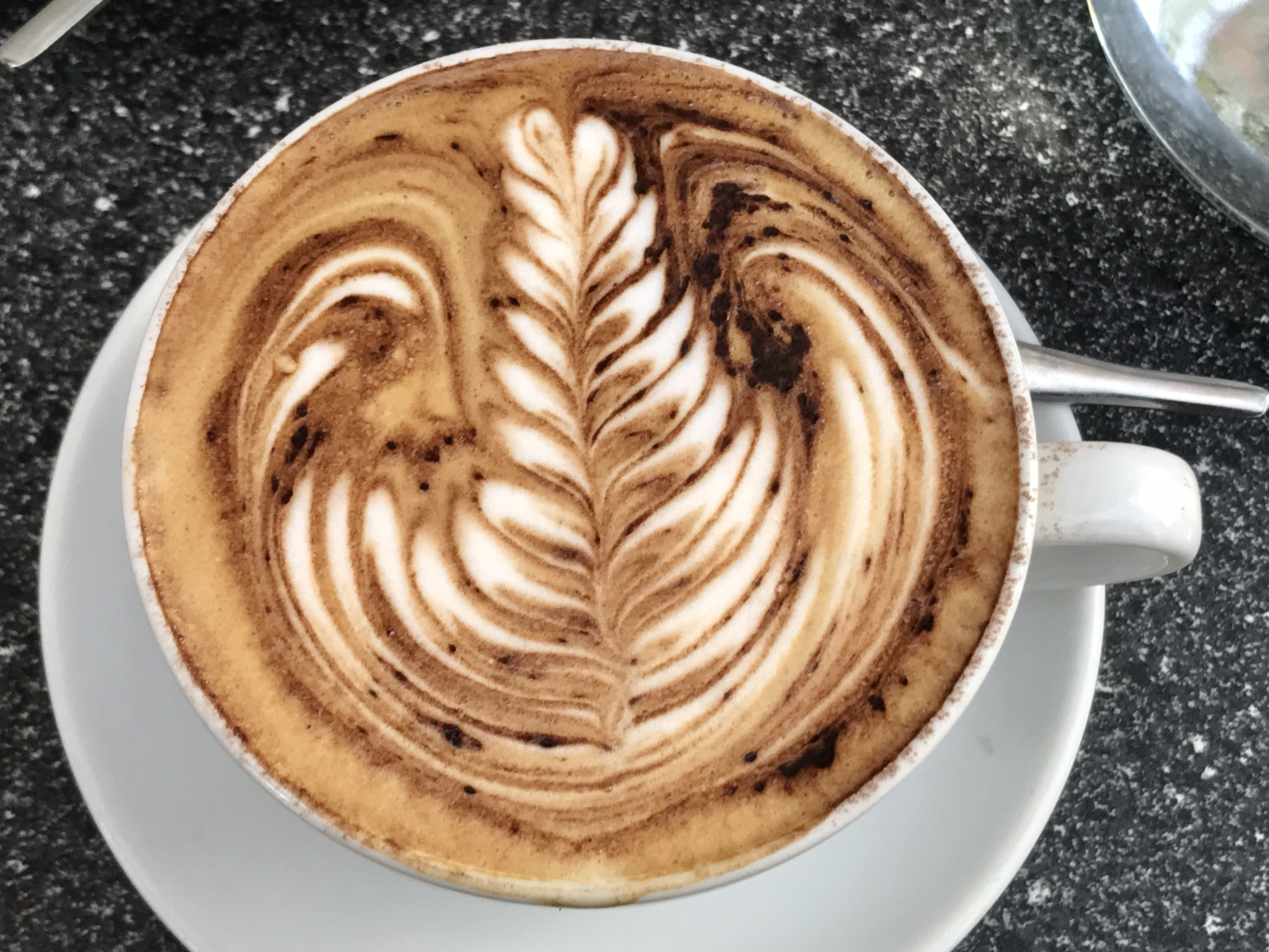
Latte art rosetta

Inspirée de la rosace italienne, cette figure exige douceur et précision, car elle est plus détaillée et raffinée.
Pour réaliser ce motif, il suffit de verser le lait avec la tasse inclinée à un angle de 45 degrés, en veillant à ne pas tenir la cruche trop près. Un mince filet de lait se dépose alors au fond de la tasse.
Lorsque celle-ci est remplie aux trois quarts, la cruche est rapprochée et un peu plus de lait est ajouté jusqu'à l’apparition d’un point de mousse à la surface. À ce moment-là, un mouvement de va-et-vient de la cruche de gauche à droite permet de créer le motif.

## Variante du Latte Art
Avec l’essor des réseaux sociaux et la popularisation des alternatives au café, le latte art, traditionnellement associé au café, s’est étendu à d’autres boissons chaudes, reflétant une évolution des pratiques et une adaptation aux nouvelles tendances de consommation. Cette diversification repose sur l’utilisation de la mousse de lait et la texture des liquides pour créer des motifs artistiques, tout en explorant des saveurs et des couleurs variées. Voici quelques exemples notables :

### Masala chai latte
Originaire d’Inde, le masala chai est un mélange de thé noir infusé avec des épices telles que la cannelle, la cardamome, le gingembre, le clou de girofle et le poivre noir, généralement associé à du lait. Préparé sous forme de chai latte, il offre une base complexe et parfumée pour le latte art. Bien que sa texture diffère légèrement de celle du café en raison des épices et du thé, la mousse de lait permet de réaliser des motifs similaires à ceux du latte traditionnel.

### Maté latte
Le maté, une boisson sud-américaine issue de l’infusion des feuilles de yerba mate, est traditionnellement consommé pur. Cependant, sous forme de maté latte, il est combiné à du lait mousseux, créant une surface plus légère que celle du café, mais suffisamment stable pour certains motifs de latte art. Son profil herbacé et amer contraste avec la douceur du lait, offrant une alternative originale.

### Matcha latte
Préparé à partir de thé vert matcha en poudre mélangé à de l’eau chaude puis à du lait, le matcha latte est devenu une option prisée pour le latte art. Sa couleur verte intense crée un contraste visuel marqué avec la mousse blanche, bien que cette dernière, plus fine que celle du café, nécessite une technique adaptée. Cette boisson illustre l’attrait croissant pour des alternatives végétales et visuellement frappantes.

### Utilisation de laits alternatifs
Le latte art s’adapte également à divers laits végétaux, dont les propriétés influencent la qualité de la mousse et donc les résultats artistiques :
- Lait de soja : Produit une mousse fine et stable, particulièrement adaptée aux motifs précis du latte art.
- Lait d’amande : Offre une mousse plus légère et délicate, avec une douceur naturelle qui complète les boissons.
- Lait d’avoine : Apprécié pour sa texture crémeuse et sa bonne tenue en mousse, il est devenu une option populaire parmi les alternatives végétales.

Ces laits, souvent choisis pour des raisons diététiques ou éthiques, élargissent les possibilités esthétiques et gustatives du latte art, tout en répondant à une demande croissante pour des boissons personnalisées.